# CFS Guardians 2022
Questa voce raccoglie le informazioni riguardanti i CFS Guardians nelle competizioni ufficiali della stagione 2022.

## Maschile

### Divízió I 2022

#### Stagione regolare
| 2 aprile 2022 1ª giornata | CFS Guardians | 8 – 33 | VSD Rangers |  |

| 23 aprile 2022 4ª giornata | Tatabánya Mustangs | 21 – 32 | CFS Guardians |  |

| 8 maggio 2022 6ª giornata | CFS Guardians | 51 – 15 | DEAC Gladiators |  |

| 22 maggio 2022 8ª giornata | Budapest Cowbells 2 | 36 – 17 | CFS Guardians |  |

| 11 giugno 2022 10ª giornata | Szombathely Crushers | 25 – 13 | CFS Guardians |  |

| 25 giugno 2022 11ª giornata | CFS Guardians | 14 – 16 | Budapest Titans |  |

### Statistiche di squadra
| Competizione      | %Vittorie | In casa | In casa | In casa | In casa | In casa | In casa | In trasferta | In trasferta | In trasferta | In trasferta | In trasferta | In trasferta | Totale | Totale | Totale | Totale | Totale | Totale |
| Competizione      | %Vittorie | G       | V       | N       | P       | Pf      | Ps      | G            | V            | N            | P            | Pf           | Ps           | G      | V      | N      | P      | Pf     | Ps     |
| ----------------- | --------- | ------- | ------- | ------- | ------- | ------- | ------- | ------------ | ------------ | ------------ | ------------ | ------------ | ------------ | ------ | ------ | ------ | ------ | ------ | ------ |
| Stagione regolare | .333      | 3       | 1       | 0       | 2       | 73      | 64      | 3            | 1            | 0            | 2            | 62           | 82           | 6      | 2      | 0      | 4      | 135    | 146    |
| Totale            | .333      | 3       | 1       | 0       | 2       | 73      | 64      | 3            | 1            | 0            | 2            | 62           | 82           | 6      | 2      | 0      | 4      | 135    | 146    |